# Lipaugus conditus
El cotinga aligrís (Lipaugus  conditus), también denominado anambé de alas grises, es una especie de ave paseriforme de la familia Cotingidae perteneciente al género Lipaugus, antes incluida en Tijuca. Es endémico de la mata atlántica en una reducida área del estado de Río de Janeiro en el sureste de Brasil.

## Distribución y hábitat
Su distribución se pensaba restricta a la Serra dos Órgãos y a la Serra do Tinguá en las vecindades de la ciudad de Río de Janeiro, donde ocurre en un hábitat naturalmente fragmentado, pero fue recientemente registrada en otros dos locales del mismo estado, en la Serra das Araras y en Nova Caledônia, lo que ha duplicado su área.
Habita en fragmentos de bosques nublados perennifolios, extremadamente húmedos, ricos en bromelias, y con una altura promedio del dosel de cinco a diez m. Usualmente encontrada a altitudes entre 1650 y 2010 m, con un registro a 1370 m. Parece localizarse dentro de esta estrecha faja altitudinal y la extensión de su hábitat preferencial puede ser tan pequeño como 200 km².

## Estado de conservación
El cotinga aligrís ha sido calificado como vulnerable por la Unión Internacional para la Conservación de la Naturaleza (IUCN), debido a poseer una población total reducida, estimada entre 250 y 1000 individuos maduros, restringida a un puñado de áreas montanas. Actualmente no se registran mayores amenazas a su hábitat, de manera que la población se sospecha que sea estable, pero la estación seca puede traer riesgos de incendios en el futuro próximo. Tres de los locales conocidos de la especie se encuentran dentro de áreas protegidas: parque Nacional da Serra dos Órgãos, y las reservas biológicas de Tinguá y Araras.

## Sistemática

### Descripción original
La especie L. conditus fue descrita por primera vez por el ornitólogo británico David William Snow en 1980 bajo el nombre científico Tijuca condita; la localidad tipo es «Serra dos Órgãos, Río de Janeiro, Brasil».

### Etimología
El nombre genérico masculino «Lipaugus» deriva del griego «λιπαυγης lipaugēs» que significa ‘oscuro’, ‘abandonado por la luz’; y el nombre de la especie «conditus», en latín significa ‘escondido’.

### Taxonomía
Los datos genéticos de Ohlson et al. (2007) sugerían que Lipaugus y Tijuca son géneros hermanos; Berv & Prum (2014) encontraron fuertes evidencias que Lipaugus es parafilético en relación con Tijuca, y colocaron Tijuca atra y T. condita dentro del género Lipaugus, bajo los nombres Lipaugus ater y L. conditus. La otra alternativa filogenéticamente aceptable sería separar Lipaugus en pelo menos tres géneros, lo que crearía una confusión taxonómica desnecesaria. De esta forma, colocando atra y condita dentro de Lipaugus, se comunica efectivamente que estas dos distintas especies evolucionaron de un ancestral Lipaugus sexualmente monomórfico. Los estudios de Settlekowki et al. (2020) suministraron nuevas y fuerte evidencias de que las dos especies de Tijuca están embutidas en Lipaugus. Con base en todas las evidencias, el Comité de Clasificación de Sudamérica (SACC) aprobó esta inclusión y la nueva secuencia linear del género Lipaugus; lo que fue seguido por las principales clasificaciones.